# 相模灣吻鮋
相模灣吻鮋，為輻鰭魚綱鮋形目鮋亞目鮋科的其中一種，為溫帶海水魚，分布於西北太平洋日本相模灣海域，體長可達15公分，棲息在岩石底質底層水域，以魚類及螃蟹為食，生活習性不明。

## 扩展阅读
維基物種上的相關：相模灣吻鮋